# Meteorus andreae
Meteorus andreae (лат.) — вид паразитических наездников рода Meteorus из семейства Braconidae. Неотропика (Колумбия и Коста-Рика).

## Описание
Мелкие наездники. Основная окраска тела коричневая с жёлтыми и тёмными отметинами. От близких видов отличаются следующими признаками: мезоплевры полностью чёрные; усики с 27–32 члениками; затылочный киль полный или неполный; коготок лапок либо с небольшой долей, либо простой; первый тергит одноцветный; второй и третий тергиты в основном жёлтые; на первом тергите брюшка имеется дорсопе, нотаули развиты; второй тергит гладкий. Первый брюшной тергит стебельчатый (петиоль короткий). Нижнегубные щупики состоят из 3 сегментов. Трохантеллюс (2-й вертлуг) отделён от бедра. В переднем крыле развита 2-я радиомедиальная жилка. Предположительно, как и другие виды рода эндопаразитоиды гусениц бабочек или личинок жуков. Вид был впервые описан в 2011 году американскими энтомологами Helmuth Aguirre и Scott Richard Shaw (University of Wyoming, Department of Ecosystem Science and Management, Laramie, Вайоминг, США).